# 寺門ジモンの常連めし〜奇跡の裏メニュー〜
『寺門ジモンの常連めし〜奇跡の裏メニュー〜』（てらかどジモンのじょうれんめし きせきのうらメニュー）は、フジテレビジョンが制作し、同局のCS放送チャンネルであるフジテレビONEで放送されていたテレビ番組。お笑いタレントの寺門ジモンが司会を務める冠番組であり、2009年から2010年までフジテレビ地上波で放送されていた『取材拒否の店』の後継にあたるグルメ番組である。2012年8月より10回、2013年4月より「シーズン2」として10回の全20回。

## 番組内容
メニューには載っていない、その飲食店に通いつめた常連しか食べられない裏メニューを、「常連めし」として紹介する番組である。その常連めしを注文するために必要となるその店に通った回数を、常連の頭文字の「J」を単位として表す。例えば3回通えば注文できるのであれば「3J」となる。登場する店の中には、裏メニューが常連でなくても初回訪問時から注文できる「1J」の場合もある一方で、そもそも一見さんお断りで常連客の紹介がないと入店すらできない店もあり、その扱いにはバラつきがある。
『取材拒否の店』同様、ジモンが店まで歩く過程でのディレクターとの掛け合いも放送され、ジモンが司会ながら弄られ役となっている。

### 放送リスト
| 回      | 店舗名                                                    |
| ------- | --------------------------------------------------------- |
| 1       | 新世界グリル梵（銀座）、さぼうる（神田神保町）            |
| 2       | 中栄（築地市場 場内）、ロ・スコーリオ（築地市場 場外）    |
| 3       | キッチャーノ（赤坂）、四川飯店（平河町）                  |
| 4       | ブラッカウズ（恵比寿西）、キノシタ（代々木）              |
| 5       | 聖林館（上目黒）、GENEI.WAGAN（広尾）                     |
| 6       | スタミナ苑（鹿浜）                                        |
| 7       | きじ（丸の内）、リベラ（下目黒）                          |
| 8       | 煉瓦亭（銀座）、チョウシ屋（銀座）                        |
| 9       | あら輝（銀座）                                            |
| 10      | 名門（舟町）、和楽惣（南麻布）                            |
| season2 |                                                           |
| 11      | ポンチ軒（神田小川町）、キッチン南海（神田神保町）        |
| 12      | 饗 くろ喜（神田和泉町）、珈琲天国（浅草）、龍圓（西浅草） |
| 13      | 炭火焼ゆうじ（宇田川町）                                  |
| 14      | ゴールドラッシュ（宇田川町）、京鼎樓（恵比寿）            |
| 15      | 紀文堂（麻布十番）、大木屋（市谷砂土原町）                |
| 16      | 大塚高勢（南大塚）、あ可ね（南大塚）                      |
| 17      | ジェロニモ（東中野）、酉玉（白金）                        |
| 18      | ひげおやじの店 (江古田）、シャンウェイ（神宮前）          |
| 19      | レストラン大宮（丸の内）、加藤牛肉店（銀座）              |
| 20      | ロスレイエスマーゴス（代々木）、魚のほね（恵比寿）        |

## 関連商品
映像ソフト（DVD）
1巻あたり本編2回分に加え、巻毎に異なる特典映像を収録。
- 寺門ジモンの常連めし〜奇跡の裏メニュー〜（ポニーキャニオン、2013年） - 全5巻
- 寺門ジモンの常連めし〜奇跡の裏メニュー〜season2（ポニーキャニオン、2014年） - 全5巻

書籍
- 常連めし！奇跡の裏メニュー（太田出版、2014年）ISBN 978-4-7783-1398-2

## スタッフ
- 制作協力：ザ・ワークス
- 制作著作：フジテレビ
- 演出：遠藤達也

基本『FNS地球特捜隊ダイバスター』や『マツコの部屋』、『取材拒否の店』のスタッフが担当。